# Vot de încredere
Vot de încredere este un instrument parlamentar care se aplică în mai multe țări democrate, prin care regimul de conducere supune la vot încrederea parlamentului în capacitatea conducerii țării de a rezolva conflictele sau problemele statului. În cazul în care rezultatul votului parlamentar este negativ, guvernul este nevoit să demisioneze sau vor avea loc alegeri noi.

## Formele de bază ale neîncrederii parlamentare
În cazul unui conflict între parlament și guvernul responsabil față de acesta, una sau cealaltă parte poate ridica problema demisiei guvernului sau a miniștrilor individual. Un vot de neîncredere este atunci când procedura este inițiată de guvern, altfel este considerată o moțiune de cenzură.

## Parlamentele bazate pe tradiția britanică
În țările din tradiția parlamentară britanică, inclusiv în Regatul Unit, Canada, Australia sau Noua Zeelandă, o propunere sau modificare a opoziției sau adoptarea unui proiect de lege financiară, cum ar fi un buget, poate avea drept rezultat un vot de încredere. După discuție, întrebarea este supusă la vot. În cazul unui răspuns negativ, guvernul trebuie să prezinte o scrisoare de demisie, parlamentul este dizolvat, iar alegerile generale anticipate sunt organizate în cel mai scurt timp posibil.

### ÎnCanada
În 2005, în Camera Comunelor din Canada, au fost două voturi de încredere. Primul a avut loc în mai 2005 cu referire la buget. Guvernul minorității Partidului Liberal din Canada a păstrat încrederea Camerei, aderând la Partidul Nou Democrat, au votat un deputat conservator în cabinetul de miniștri.
Al doilea, care a avut loc pe 28 noiembrie 2005, a fost un vot de neîncredere, propus de trei partide din opoziție. Votul de neîncredere (171 de voturi contra la 133 de voturi) l-a forțat pe primul ministru Paul Martin să demisioneze și să fie cerută dizolvarea parlamentului și anunțarea alegerilor federale canadiene din 23 ianuarie 2006.

### ÎnGermania
În parlamentul german, Bundestag, există doar posibilitatea unui „vot de neîncredere constructiv” (germ. German Konstruktives Misstrauensvotum), alegerea unui alt cancelar cu majoritate absolută. Cu toate acestea, cancelarul are întotdeauna dreptul de a pune întrebări cu referire la  încredere. În cazul în care Bundestagul manifestă neîncredere față de cancelar, președintele Germaniei poate dizolva parlamentul, lasolicitarea cancelarului după 21 de zile, dacă între timp nu a fost ales un alt cancelar.